# Transfusión de plaquetas
La transfusión de plaquetas, también conocida como concentrado plaquetario, es un procedimiento médico usado para prevenir o tratar el sangrado en personas con un recuento bajo de plaquetas o una función plaquetaria deficiente. A menudo, esto ocurre en personas que reciben quimioterapia contra el cáncer. La transfusión preventiva se realiza a menudo en aquellos pacientes con niveles de plaquetas inferiores a 10 x 109/L. En pacientes que están sangrando, la transfusión generalmente es realizada con niveles menores a 50 x 109/L. Por lo general, se recomienda confirmar la compatibilidad de grupos sanguíneos (ABO, RhD) antes de administrar plaquetas. Sin embargo, a menudo se utilizan plaquetas de grupos no coincidentes debido a la falta de disponibilidad de plaquetas emparejadas. Se administran mediante inyección intravenosa.
Los efectos secundarios pueden incluir reacciones alérgicas como anafilaxia, infección y lesión pulmonar. Las infecciones bacterianas son relativamente más comunes con las plaquetas, ya que se almacenan a temperaturas más cálidas. Las plaquetas se pueden producir a partir de sangre total o por aféresis. Se conservan de cinco a siete días.
Las transfusiones de plaquetas entraron en uso médico en las décadas de 1950 y 1960. Está en la Lista de Medicamentos Esenciales de la Organización Mundial de la Salud, los medicamentos más seguros y efectivos necesarios en un sistema de salud. En el Reino Unido, cada unidad le cuesta al NHS alrededor de £200. A algunas versiones de plaquetas se les han eliminado parcialmente los glóbulos blancos o se les ha irradiado con rayos gamma, lo que tiene beneficios específicos para ciertas poblaciones.

## Uso como medicación

### Prevención de hemorragias
Las pautas internacionales recomiendan que se administren transfusiones de plaquetas a personas con insuficiencia medular reversible para reducir el riesgo de hemorragia espontánea cuando el recuento de plaquetas es inferior a 10 x 109/L. Si la persona está bien, el uso de un umbral de recuento de plaquetas más alto no ayuda a reducir más el riesgo de sangrado.

#### Prevención versus tratamiento del sangrado
Una revisión en personas con cánceres de la sangre que recibieron quimioterapia intensiva o un trasplante de células madre encontró que, en general, la administración de transfusiones de plaquetas cuando el recuento de plaquetas es inferior a 10 x 109/L redujo el número de eventos hemorrágicos y los días con hemorragia significativa. Sin embargo, este beneficio solo se observó en ciertos grupos de pacientes, y las personas que se sometieron a un autotrasplante de células madre no obtuvieron ningún beneficio obvio. A pesar de las transfusiones profilácticas de plaquetas, las personas con cánceres de sangre a menudo sangran y se deben considerar otros factores de riesgo de hemorragia, como la inflamación y la duración de la trombocitopenia.
Hay poca evidencia sobre el uso de transfusiones de plaquetas preventivas en personas con insuficiencia crónica de la médula ósea, como mielodisplasia o anemia aplásica. Varias pautas recomiendan que las transfusiones profilácticas de plaquetas no se utilicen de forma rutinaria en personas con insuficiencia crónica de la médula ósea y, en cambio, se debe adoptar un enfoque individualizado.
Actualmente, varios estudios han evaluado el beneficio de usar transfusiones de plaquetas preventivas en adultos con dengue que tienen trombocitopenia profunda (recuento de plaquetas <20 x 109/L. No hay evidencia de que esto reduzca el riesgo de hemorragia, pero hay evidencia de que aumenta el riesgo de daño debido a la transfusión de plaquetas (mayor riesgo de una reacción a la transfusión, incluida la anafilaxia).

#### Umbral de transfusión de plaquetas
Dos revisiones en personas con cánceres de la sangre que recibieron quimioterapia intensiva o un trasplante de células madre encontraron que, en general, administrar transfusiones de plaquetas cuando el recuento de plaquetas es inferior a 10 x 109/L en comparación con administrar transfusiones de plaquetas cuando el recuento de plaquetas es inferior a 20 o 30 x 109/L no tuvo ningún efecto sobre el riesgo de hemorragia.
Se han utilizado umbrales de transfusión de plaquetas más altos en recién nacidos prematuros, pero esto se ha basado en evidencia limitada. En la actualidad existe evidencia de que el uso de un umbral de recuento de plaquetas alto (50 x 109/L) aumenta el riesgo de muerte o hemorragia en comparación con un umbral de recuento de plaquetas más bajo (25 x 109/L) en recién nacidos prematuros.

#### Dosis
Una revisión en personas con cánceres de la sangre comparó diferentes dosis de transfusión de plaquetas. Esta revisión no encontró diferencias en el número de personas con hemorragia clínicamente significativa entre las transfusiones de plaquetas que contenían una pequeña cantidad de plaquetas (dosis baja - 1,1 x 1011/m²) y las que contenían una cantidad intermedia de plaquetas (dosis intermedia - 2,2 x 1011/m²). Esta revisión tampoco encontró diferencias en el número de personas con hemorragia clínicamente significativa entre las transfusiones de plaquetas que contenían una pequeña cantidad de plaquetas y las que contenían una gran cantidad de plaquetas (dosis alta: 4,4 x 1011/m²). Uno de los estudios incluidos en la revisión informó sobre reacciones a las transfusiones. Los autores de este estudio sugirieron que una estrategia de transfusión de plaquetas de dosis alta puede conducir a una mayor tasa de eventos adversos relacionados con la transfusión.

#### Antes de los procedimientos
En las personas con un recuento de plaquetas bajo, no es necesario administrar transfusiones de plaquetas profilácticas antes de los procedimientos que tienen un riesgo bajo de causar hemorragias. Los procedimientos de bajo riesgo incluyen sitios quirúrgicos que no contienen muchos vasos sanguíneos, por ejemplo, cirugía de cataratas o procedimientos menores. La evidencia es muy incierta sobre el efecto de las transfusiones de plaquetas antes de la cirugía para las personas con un recuento bajo de plaquetas sobre la mortalidad por todas las causas, el número de participantes con eventos hemorrágicos después de la cirugía, eventos adversos graves relacionados con la cirugía o con la transfusión.
Las guías recomiendan que es seguro realizar la inserción de un catéter venoso central cuando el recuento de plaquetas es de 20 x 109/L o superior. La evidencia de esto se basa en estudios observacionales en los que el sangrado ocurrió debido a un error del procedimiento más que debido al recuento de plaquetas.
Los umbrales de transfusión de plaquetas para procedimientos más importantes se basan únicamente en la opinión de expertos. Las pautas recomiendan un umbral de 50 x 109/L para cirugía mayor y un umbral de 100 x 109/L para cirugía en el cerebro o la parte posterior del ojo.

### Tratamiento del sangrado
Hay poca evidencia de la efectividad de las transfusiones de plaquetas o la dosis óptima cuando una persona con un recuento de plaquetas bajo está sangrando activamente. Las recomendaciones actuales se basan en pautas de consenso de todo el mundo.

## Efectos secundarios
Los efectos secundarios pueden incluir reacciones alérgicas como anafilaxia, infección y lesión pulmonar. Las infecciones bacterianas son relativamente más comunes con las plaquetas, ya que se almacenan a temperaturas más cálidas. 

## Uso
Las personas con trastornos hematológicos o cáncer reciben la mayor proporción de transfusiones de plaquetas. La mayoría se administra para prevenir hemorragias durante el tratamiento con quimioterapia o trasplante de células madre. Gran parte del resto se utiliza en medicina general, cirugía cardíaca y cuidados intensivos.
A diferencia de otros productos sanguíneos, la demanda de transfusiones de plaquetas parece estar aumentando en varios países del mundo. El envejecimiento de la población, el aumento del número de personas con cáncer de sangre y los cambios en el tratamiento de estos cánceres son probablemente las principales razones del aumento de la demanda de plaquetas. Desde 1990, el número de trasplantes de células madre realizados en Europa ha aumentado de 4.200 a más de 40.000 al año.

## Historia
Las transfusiones de plaquetas entraron en uso médico en las décadas de 1950 y 1960. Está en la Lista de Medicamentos Esenciales de la Organización Mundial de la Salud, los medicamentos más seguros y efectivos necesarios en un sistema de salud.

## Sociedad y cultura
En el Reino Unido, cada unidad le cuesta al NHS alrededor de 200 libras.

### Fabricación
Las plaquetas se pueden producir a partir de donaciones de sangre total o por aféresis. Se conservan de cinco a siete días.
Es posible que se hayan eliminado parcialmente los glóbulos blancos de los componentes plaquetarios (leucodepleción), lo que reduce el riesgo de sufrir una reacción a la transfusión. Pueden tratarse con luz ultravioleta, lo que disminuye el riesgo de transmisión de determinadas infecciones. Pueden irradiarse con rayos gamma, lo que tiene beneficios específicos para determinadas poblaciones (aquellas en riesgo de enfermedad de injerto contra huésped asociada a transfusión).